# Pokémon Oro e Argento
Pokémon Versione Oro (ポケットモンスター 金?, Poketto Monsutā Kin, lett. "Pocket Monsters Oro") e Pokémon Versione Argento (ポケットモンスター 銀?, Poketto Monsutā Gin, lett. "Pocket Monsters Argento") sono due videogiochi di ruolo della serie Pokémon pubblicati da Nintendo per Game Boy Color.
I due titoli introducono 100 nuovi Pokémon appartenenti alla seconda generazione. Pokémon Oro e Pokémon Argento sono ambientati nelle regioni di Johto e di Kanto, quest'ultima già apparsa in Pokémon Rosso, Pokémon Blu e Pokémon Giallo.
I videogiochi presentano migliorie grafiche rispetto ai titoli della prima generazione, oltre all'aggiunta di nuove caratteristiche, tra cui l'allevamento, la felicità e i Pokémon cromatici, e all'introduzione di due nuovi tipi: Buio e Acciaio.
I titoli sono compatibili con i videogiochi della prima generazione Rosso, Blu e Giallo.

## Trama
Il protagonista vive a Borgo Foglianova, sede del laboratorio del Professor Elm. Il sogno del ragazzo è quello di sconfiggere la Lega Pokémon e diventare il miglior allenatore di Pokémon.
All'inizio della sua avventura per le regioni di Johto e Kanto, il protagonista riceve il PokéGear ed il suo Pokémon iniziale a scelta tra Chikorita, Cyndaquil e Totodile. Elm come primo compito gli affida il compito di recarsi da Mr. Pokémon per recuperare un oggetto, che si rivelerà essere un uovo di Togepi. A casa di Mr. Pokémon il protagonista incontrerà il Professor Oak che gli affida la missione di completare il Pokédex, un'enciclopedia in grado di raccogliere le informazioni riguardanti i 251 Pokémon disponibili nel gioco.
Per poter accedere alla Lega Pokémon della regione, il protagonista dovrà conquistare le medaglie degli otto capipalestra della regione di Johto. Una volta sconfitti i Superquattro potrà recarsi nella regione di Kanto dove dovrà conquistare ulteriori otto medaglie per poter accedere al Monte Argento, dimora dell'allenatore Rosso.

## Modalità di gioco
Come i precedenti titoli della serie, Pokémon Oro e Pokémon Argento presentano una vista dall'alto. Il giocatore può interagire con personaggi ed oggetti presenti sulla mappa, che ospita vari tipi di terreni. Nell'erba alta, nelle grotte o nei mari risiedono diverse specie di Pokémon. Camminando in certe zone è possibile incontrare casualmente una di queste creature o essere sfidati da un allenatore. In questo caso la visuale verrà modificata in un'interfaccia che consente di svolgere la battaglia tra i Pokémon dei due allenatori.

### Innovazioni

Scena di battaglia tra un Pichu (Pokémon inedito, ottenibile solo mediante allevamento) e un Butterfree cromatico selvatico. Quest'ultimo ha uno schema di colori differente da quello degli altri Pokémon della stessa specie.

Nonostante i meccanismi di base relativi alla lotta, cattura ed evoluzione del Pokémon sono rimasti pressoché invariati, in Pokémon Oro e Argento sono state introdotte alcune innovazioni rispetto a Pokémon Rosso, Blu e Giallo. Le più importanti sono l'allevamento e i Pokémon cromatici.
Alcune modifiche sono state applicate alla battaglia: i Pokémon possono tenere uno strumento e, quando possibile, utilizzarlo automaticamente durante la lotta. Un esempio di tali strumenti sono le Bacche. Nell'interfaccia, a partire da questo gioco, è visibile la barra dei punti esperienza sottostante a quella dell'energia.
Lo zaino non è più composto da un singolo scompartimento, ma sono presenti quattro differenti tasche: una per gli strumenti, una per le Poké Ball, una per le MT e MN e la quarta per gli strumenti base. Tra gli strumenti nuovi sono presenti due nuove Macchine Nascoste, Cascata e Mulinello, e nuovi tipi di Sfere Poké. Le Poké Ball di Johto sono disponibili utilizzando le Ghicocche.
Nel Pokédex vengono incluse diverse modalità di elencazione e metodi di ricerca dei Pokémon. Viene inoltre incluso un Unown Dex, dedicato al Pokémon Unown. Oltre al Pokédex, il protagonista riceve un PokéGear, dotato delle funzionalità di orologio, telefono, mappa e radio. Con l'introduzione dell'orologio vengono introdotti il giorno e la notte. Alcuni Pokémon possono essere catturati o fatti evolvere in determinati momenti della giornata o in particolari giorni della settimana.

## Differenze con le versioni precedenti
Poiché il videogioco è ambientato tre anni dopo gli eventi narrati nei videogiochi Rosso e Blu, sono state apportate alcune modifiche nella regione di Kanto. Dal punto di vista geografico, l'Isola Cannella è stata distrutta da un'eruzione vulcanica e la Grotta Ignota è diventata inaccessibile.
La Centrale elettrica lungo il Percorso 10 è stata riattivata, mentre altri edifici, tra cui la Zona Safari di Fucsiapoli, il museo di Plumbeopoli e la sede della Silph SpA, non sono più accessibili. La Torre Pokémon di Lavandonia è infine diventata una stazione radio.
Anche nelle palestre sono cambiati gli allenatori: Giovanni ha abbandonato la palestra di Smeraldopoli che è passata nelle mani di Blu, mentre Koga, diventato uno dei Superquattro, ha affidato la Medaglia Anima alla figlia Nina. Inoltre, in seguito alla distruzione dell'Isola Cannella, la palestra di Blaine si è trasferita presso le Isole Spumarine.

## Sviluppo

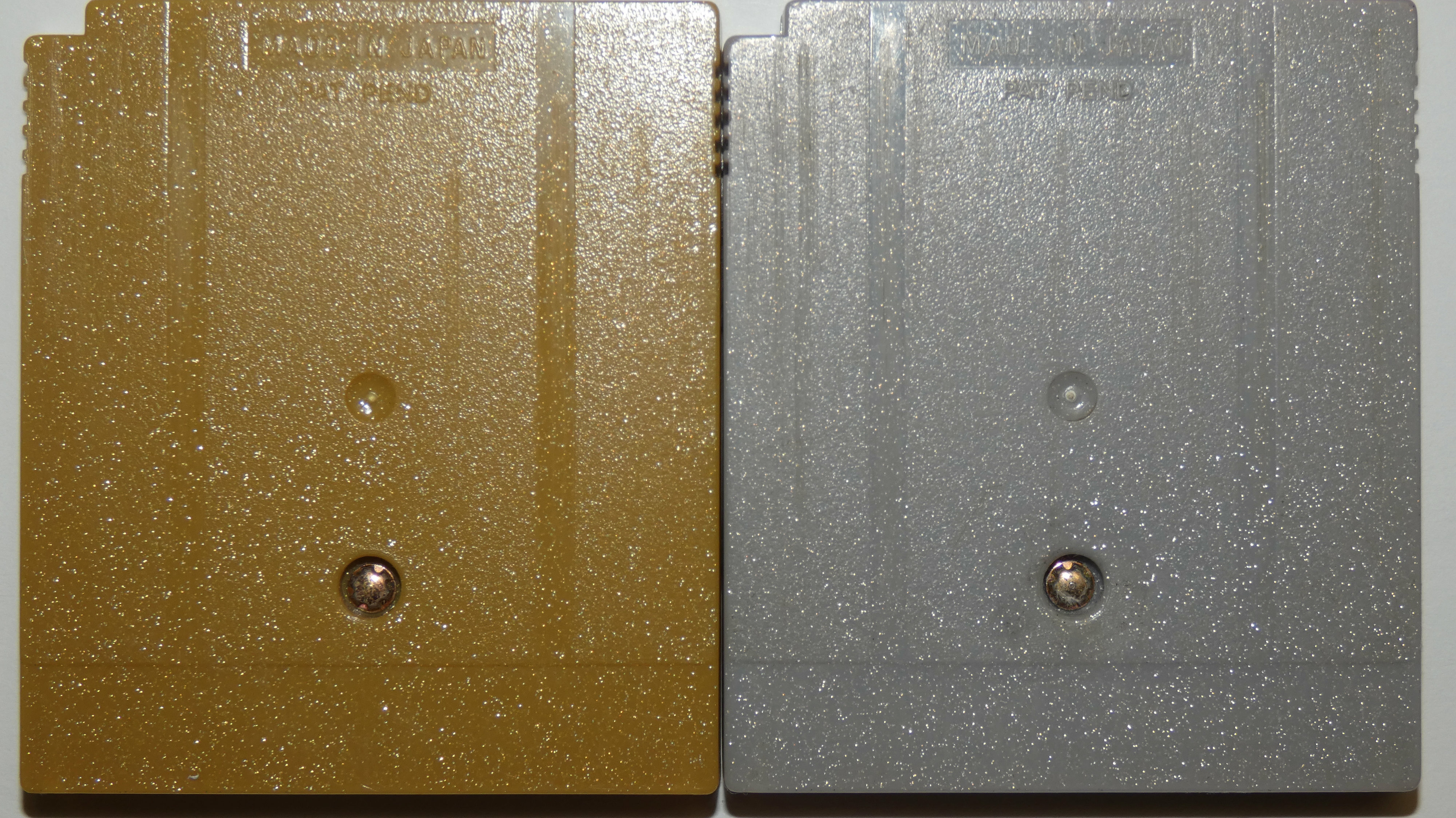
Cartucce di Pokémon Oro e Argento

Nel settembre 1999, venne annunciato che i giochi sarebbero stati pubblicati in Giappone il 21 novembre 1999 e una data di uscita in Nord America fu stimata per settembre 2000. Nintendo annunciò l'uscita del Pocket Pikachu Color, un animale domestico digitale a colori simile a quello realizzato l'anno prima. Tale unità sarebbe stata compatibile con Oro e Argento, consentendo il trasferimento di valuta di gioco nota come "punti watt". Tale dispositivo era previsto per la pubblicazione in Giappone il 21 novembre 1999, lo stesso giorno dell'uscita dei due giochi. Inoltre, un Game Link Cable a tema Pikachu ufficiale sviluppato da Kemco venne distribuito in Giappone il 18 novembre 1999.
Anticipando le vendite elevate, Nintendo fissò la sua prima spedizione di produzione per i giochi in Giappone a tre milioni, prevedendo che alla fine sarebbero state vendute solo in quel territorio più di otto milioni di copie. Tuttavia, furono presto costretti fu necessario dimezzare il primo numero di spedizioni in seguito a un terremoto a Taiwan, che secondo Nintendo aveva danneggiato i loro impianti di produzione di cartucce. Indipendentemente da ciò, è emersa la speculazione che Nintendo stesse invece utilizzando l'evento come scusa per limitare le spedizioni e mantenere alta la domanda.
Come precursore del rilascio in Nord America, Oro e Argento vennero mostrati al pubblico durante la American International Toy Fair del 2000 a New York. Per promuovere ulteriormente i giochi, Nintendo ha modificato cinque Chrysler PT Cruiser a tema Lugia e le fece girare per gli Stati Uniti. I veicoli avevano pinne e code attaccate a loro ed erano dipinti con loghi e immagini del franchise Pokémon. Inoltre, erano dotati di un televisore collegato alle console di gioco che consentiva agli spettatori di giocare a Pokémon Puzzle League, Hey You, Pikachu! e Pokémon Oro e Argento. La serie televisiva Pokémon GS, basata sui giochi, venne annunciata da Kids' WB per il palinsesto autunnale. Essa presentava lo stesso protagonista Ash Ketchum in una nuova regione con diverse specie di Pokémon. I nomi inglesi localizzati dei 100 nuovi Pokémon furono mantenuti riservati da Nintendo, e resi noti periodicamente. I nomi di dominio "pokemongold.com" e "pokemonsilver.com" furono registrati proprio per questo scopo, e tra i nomi diffusi erano presenti Chikorita, Lugia, Ho-Oh, Togepi, Hoothoot e Marill.
Nel maggio 2000, Nintendo annunciò che la data di uscita ufficiale in Nord America di Oro e Argento sarebbe stata il 16 ottobre dello stesso anno. Nintendo iniziò ad accettare i preordini per i giochi ad agosto e annunciò che i consumatori che avevano prenotato uno dei giochi avrebbero ricevuto un CD-ROM gratuito con un browser web a tema Pokémon sviluppato da MediaBrowser che presentava specie di Pokémon galleggianti e link a siti Pokémon. L'applicazione era disponibile per il download sul sito ufficiale di Pokémon. I giochi hanno registrato vendite record poiché circa 600 000 copie sono state preordinate in soli due mesi, rispetto alle 150 000 di Pokémon Giallo. Con l'avvicinarsi della data di uscita, rivenditori come Electronics Boutique hanno riferito di aver ricevuto spedizioni dei giochi prima del 16 ottobre e hanno deciso di venderli immediatamente; prima dandole ai preordinatori e poi vendendo le copie rimanenti. Secondo quanto riferito, i giochi sarebbero stati disponibili già l'11 ottobre.
I giochi sono stati pubblicati in Australia il 13 ottobre 2000 e in Europa il 6 aprile 2001.

## Accoglienza
| Testata                 | Giudizio |
| ----------------------- | -------- |
| GameRankings (media al) | 89%      |
| Famitsū                 | 33/40    |
| GameSpot                | 8.8/10   |
| IGN                     | 10/10    |
| Nintendo Life           | 9/10     |
| Nintendo Power          | 8,7/10   |

Al 2009 Pokémon Oro e Pokémon Argento hanno venduto oltre 23 milioni di copie in tutto il mondo.

## Riedizioni

### Pokémon Oro HeartGoldeArgento SoulSilver
Il 12 settembre 2009 sono usciti in Giappone i videogiochi Pokémon HeartGold e Pokémon SoulSilver. Basati sul motore grafico di Pokémon Platino, HeartGold e SoulSilver sono entrambi remake dei titoli pubblicati 10 anni prima. I titoli sono stati distribuiti negli Stati Uniti d'America e in Italia rispettivamente il 14 ed il 26 marzo 2010.

### 3DS Virtual Console
Il 6 giugno 2017 sono stati annunciati tramite Nintendo Direct le conversioni dei due giochi per la Virtual Console del Nintendo 3DS. Analogamente alle riproposizioni di Pokémon Rosso e Blu e Pokémon Giallo per Game Boy, i videogiochi sono compatibili con il software Banca Pokémon.